# Vesikel

Uppbyggnad av en vesikel. De ytaktiva ämnenas hydrofila delar är riktade mot vesikelns insida och mot omgivningen, medan de två skiktens hydrofoba delar är riktade mot varandra.

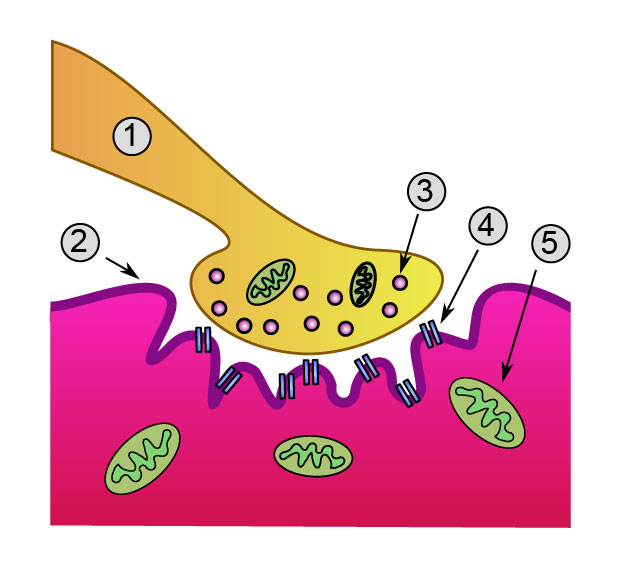
Skiss av synapsen i en motorändplatta. (3) betecknar de synaptiska vesiklerna, och (4) betecknar acetylkolinreceptorerna som påverkas av signalsubstansen.

En vesikel är inom kemin och cellbiologin en liten vätskeblåsa som avgränsas av ett membran bestående av ytaktiva ämnen. Vattenlösliga ämnen har svårt att passera genom membranet, och vätskevolymen inuti vesikeln är därför avskild från den omgivande vätskan. Vesikler skiljer sig från miceller, en mindre typ av aggregat av ytaktiva ämnen, genom att ha ett dubbelskikt av ytaktiva ämnen och en hydrofil vätskevolym på insidan.

## Vesiklar i levande celler
I celler utgör vesiklar en avgränsad del av cellen, och vesiklar är därför organeller med speciella funktioner. Vesikelns membran har likheter med cellmembranet, och består huvudsakligen av ett dubbelskikt av fosfolipider. I vesikeln kan cellen utföra kemiska processer som kräver annorlunda ämnen och annorlunda koncentrationer av ämnen än de som förekommer i den omgivande cellplasman.
En del vesiklar används för att tillverka eller lagra ämnen som ska utsöndras till cellens omgivning, och för transport inom cellen. Utsöndringen går till så att vesikelns membran sammansmälter med cellens utvändiga membran. Ett exempel på detta är synaptiska vesiklar i nervsystemet, som finns vid synapser och innehåller signalsubstanser som frisätts när neuronerna aktiveras.
2013 års nobelpris i fysiologi eller medicin delades ut för upptäckter som gäller regleringen av vesikeltrafiken i celler. Pristagare var James E. Rothman, Randy W. Schekman och Thomas C. Südhof.